# Marek Belka
Marek Marian Belka (* 9. ledna 1952) je polský sociálnědemokratický politik. V letech 2004–2005 byl premiérem Polska, když vedl dvě po sobě následující vlády - první kabinet jmenovaný v květnu 2004 nezískal důvěru Sejmu, druhý jmenovaný v červnu ji už získal. Roku 1997 a v letech 2001–2002 byl ministrem financí, roku 2005 ministrem sportu a turismu. V letech 2010–2016 byl také prezidentem centrální banky – Polské národní banky. V době premiérského mandátu byl člen sociálnědemokratického Svazu demokratické levice (Sojusz Lewicy Demokratycznej). Roku 2005 vstoupil do málo významné strany Demokratická strana – demokrati.pl (Partia Demokratyczna – demokraci.pl).